# Yvonne la Nuit
Pour plus de détails, voir Fiche technique et Distribution.
Yvonne la Nuit (Yvonne la Nuit) est un film italien réalisé par Giuseppe Amato, sorti en 1949.

## Synopsis
Le lieutenant Carlo Rutelli (Frank Latimore) tombe amoureux d'une artiste de cabaret, Yvonne la Nuit (Olga Villi). Mais le père de Carlo, le comte Rutelli (Giulio Stival) s'oppose à ce mariage. La Première Guerre mondiale éclate et le lieutenant meurt au front, laissant Yvonne seule et enceinte d'un fils que le comte lui retire à sa naissance. Yvonne entame alors une déchéance artistique et morale, malgré le soutien de son amour de toujours, Nino (Totò).

## Fiche technique
- Titre : Yvonne la Nuit
- Titre original : Yvonne la Nuit
- Réalisation : Giuseppe Amato
- Scénario : Fabrizio Sarazani (it), Oreste Biancoli et Giuseppe Amato
- Photographie : Mario Craveri
- Montage : Maria Rosada (it)
- Musique : Pasquale Frustaci (it)
- Producteur : Giuseppe Amato et Angelo Rizzoli
- Société de production : Amato Film et Rizzoli Film
- Pays d'origine : Italie
- Langage : Italien
- Format : Noir et blanc
- Genre : Film dramatique, mélodrame
- Durée : 97 minutes
- Dates de sortie :
  -  Italie : 24 novembre 1949

## Distribution
- Totò: Nino, le fantaisiste
- Olga Villi: Nerina Comi / Yvonne la Nuit
- Frank Latimore: le lieutenant Carlo Rutelli
- Giulio Stival: le comte Rutelli, le père de Carlo
- Eduardo De Filippo: l'avocat Rubini
- Gino Cervi: le colonel Baretti
- Arnoldo Foà: le sénateur
- John Strange: le major Tremiti
- Ave Ninchi: sœur Rudegarda
- Paola Veneroni (it): Rosetta
- Mario Riva: le garçon qui vend des cigarettes
- Angela Zanon: Menica, la serveuse
- Leopoldo Valentini: le majordome du lieutenant Rutelli
- Aristide Garbini: Filippo
- Agnese Dubbini (it): la spectatrice qui rit
- Giovanni Lovatelli: un officier
- Gaio Visconti: un officier
- Arturo Dominici: un officier
- Franco Tallarico: un officier
- Rio Nobile (it): un officier
- Cesare Fasulo: un officier
- Enzo Cannavale: le serveur

## Autour du film
- Le film se déroule dans la ville de Rome.
- Premier rôle au cinéma pour Enzo Cannavale, non crédité au générique.